# Prix Robert-Cornevin
Le prix Robert-Cornevin  est un prix littéraire français annuel de l’Académie des sciences d’outre-mer, créé en 1990 et « destiné à récompenser un auteur ayant traité de l’histoire de l’Afrique ».
Robert Cornevin, né le 26 août 1919 à Malesherbes (Loiret) et mort le 14 décembre 1988 à Paris, est un administrateur colonial français, africaniste et historien de l'Afrique. Il est secrétaire perpétuel de l'Académie des sciences d'outre-mer en 1971. 

## Liste des lauréats
- 1990 : Serge Daget (1927-1992) pour La traite des Noirs : bastilles négrières et velléités abolitionnistes.
- 1991 : Jacques Frémeaux pour La France et l’islam depuis 1789.
- 1992 : Philippe Marchesin pour Tribus, ethnies et pouvoir en Mauritanie.
- 1993 : Jean-Louis Boutillier pour Bouna, royaume de la savane ivoirienne : princes, marchands et paysans.
- 1994 : Jean Ganiage pour Histoire contemporaine du Maghreb de 1830 à nos jours.
- 1995 : Émile Biasini pour Grands travaux de l’Afrique au Louvre.
- 1996 : Muriel Mathieu pour La mission Afrique centrale.
- 1997 : 
  - Jacques Ferret (1926-2010) pour Les cendres de Manengouba.
  - Jacques Larrue (1920-2013) pour Fria en Guinée : première usine d’alumine en terre d’Afrique.
- 1998 : Jean-Joël Brégeon pour Un rêve d’Afrique : administrateurs en Oubangui-Chari, la Cendrillon de l’Empire.
- 1999 : Marcel Baudin pour Les derniers méharistes : carnets de route.
- 2000 : Sangoulé Lamizana pour Mémoires.
- 2001 : Jean de La Guérivière (1937-....) pour Les fous d’Afrique : histoire d’une passion française.
- 2002 : Henri Guillaume (1948-....) pour Du miel au café, de l’ivoire à l’acajou : la colonisation de l’interfluve Sangha-Oubangui et l’évolution des rapports entre chasseurs-collecteurs pygmées Aka et agriculteurs, Centrafrique, Congo, 1880-1980.
- 2003 : Dominique Sewane (1950-....) pour Le souffle du mort : la tragédie de la mort chez les Batãmmariba du Togo, Bénin.
- 2004 : Sylvie Brunel pour L’Afrique : un continent en réserve de développement.
- 2005 : Mamadou Lamdou Touré pour Les tirailleurs sénégalais : leurs combats, leurs gloires, leur héritage.
- 2006 : Jean-Luc Angrand (1966-....) pour Céleste ou Le temps des signares.
- 2007 : Jean-Pierre Marin (1937-....) pour Au forgeron de Batna.
- 2008 : Roger Vétillard pour Sétif, mai 1945 : massacres en Algérie.
- 2009 : 
  - Guy Pannier (1923-....) pour L’Église du Loango, 1919-1947 : une étape difficile de l’évangélisation au Congo-Brazzaville.
  - Ahmed Mohamed Ghadhi (1952-....) pour La longue marche de l’Afrique vers l’intégration, le développement et la modernité politique.
- 2010 : Non décerné.
- 2011 : Non décerné.
- 2012 : Jean-Michel Vasquez pour La cartographie missionnaire en Afrique : science, religion et conquête (1870-1930).
- 2013 : Tidiane Diakité pour Louis XIV et l’Afrique noire.
- 2014 : Samuel Mbajum pour Les combattants africains dits tirailleurs sénégalais au secours de la France, 1857-1945.
- 2015 : Dominique Casajus pour L’alphabet touareg : histoire d’un vieil alphabet africain.
- 2016 : Jean-Pierre Dozon pour Afrique en présences : du monde atlantique à la globalisation néolibérale.
- 2017 : Christian Seignobos (1943-....) pour Des mondes oubliés : carnets d’Afrique.
- 2018 : Farid Zafrane pour Les avatars de la présence militaire française en Afrique : de la tutelle postcoloniale aux missions internationales du maintien de la paix.
- 2019 : Martin Bossenbroek (1953-....) pour L’or, l’empire et le sang : la guerre anglo-boer (1899-1902).
- 2020 :
  - Christian Roche (1939-....) pour Les résistances africaines aux conquêtes djihadistes et françaises du XIXème siècle.
  - Patrick Royer (1956-....) pour La guerre en miroir : conquête coloniale et pacification au Soudan occidental.
- 2021 : Charlotte Courreye pour L’Algérie des Oulémas, une histoire de l’Algérie contemporaine (1931-1991).
- 2022 : Serge Dewel pour Histoire de l'Afrique de l'Est et centrale : Des États anciens au XXIe siècle.
- 2023 : Hadrien Collet pour Le sultanat du Mali : histoire régressive d’un empire médiéval, XXIe-XIVe siècle
- 2024 : Magloire Somé et Yacouba Banhoro pour Histoire de la Haute-Volta de 1897 à 1947